# جون أليوت
جون أليوت (بالإنجليزية: John Elliot)‏ هو سياسي بريطاني، ولد في 1732 في اسكتلندا في المملكة المتحدة، وتوفي في 20 سبتمبر 1808 في المملكة المتحدة. انتخب عضو مجلس الشعب في برلمان بريطانيا العظمى.